# Karl Arnold
Karl Arnold (21 de março de 1901 – 29 de Junho de 1958) foi um político alemão. Ele foi o presidente do ministério da Renânia do Norte-Vestfália de 1947 a 1956.

## Inicio da vida e educação
Arnold nasceu em Herrlishöfen, Württemberg em 21 de Março de 1901. Ele foi treinado para ser sapateiro  e mais tarde(1920-1921) estudou na Soziale Hochschule Leohaus, em Munique.
A partir de 1920, Arnold trabalhou como funcionário do movimento dos trabalhadores cristãos, em 1924 ele se tornou secretario da união dos trabalhadores cristãos na região de Düsseldorf. Ele foi eleito no conselho municipal de Düsseldorf pelo Partido do Centro Alemão em 1929.
Em 1933, Arnold era co-dono de uma loja de instalação sanitária em Düsseldorf. A Gestapo o espionou e caçou nos anos seguintes devido as suas atividades politicas. Em 1944, ele foi preso pela Gestapo.

## Carreira
Depois da Segunda Guerra mundial, Arnold se tornou politicamente ativo novamente. Em 1945, ele foi o co-fundador do Partido democrata Cristão em Düsseldorf, que mais tarde torno-se parte do CDU em 1945. Também em 1945, a parte de Düsseldorf da união dos trabalhadores foi fundada, e presidida por Arnold. Em 29 de janeiro de 1946, Arnold foi nomeado prefeito de Düsseldorf e foi eleito nas primeiras eleições livres(26 de Outubro de 1946).
Em Dezembro de 1946, Arnold tornou-se líder da Renânia do norte e em 1947 ele foi eleito ministro presidente. Até 1950 ele presidiu uma coalizão do partido do centro alemão, do CDU, SPD e (minimamente) do partido Comunista. Ele se considerou um  "socialista cristão". o partido no parlamento que não era governista era o FDP, que tinha carater nacionalista.
Em 7 de Setembro de 1949, ele foi eleito Presidente do Bundesrat da Alemanha. Em 1957, ele foi eleito no Bundestag. Ele foi membro do Bundestag até 29 de Junho de 1958, quando morreu de ataque cardíaco .